# Italo Cosmo
Italo Cosmo (1905 – 1980) è stato un agronomo italiano, ritenuto uno dei più illustri ampelografi italiani.

## Biografia
Direttore dell'Istituto di Ricerca "Istituto Sperimentale per la Viticoltura ed Enologia" di Conegliano, ed uno dei più grandi ampelografi italiani del novecento. Su incarico del Ministero dell’Agricoltura curò la redazione e il coordinamento di Principali vitigni da vino coltivati in Italia, pubblicata in cinque volumi tra il 1952 e il 1966. Nei primi quattro volumi sono contenute schede monografiche, scritte con la collaborazione di vari esperti locali, dedicate ai vari vitigni trattati, mentre il quinto volume costituisce una sorta di indice analitico dell'opera e permette di reperire i vitigni anche basandosi sui molti sinonimi in uso. La sua opera è considerata monumentale.
Gli è stata intitolata una via della città di Conegliano, città nel cui cimitero è sepolto.

## Opere
Altra importante opera di Cosmo fu Portinnesti della vite, di poco posteriore al lavoro di ricognizione sui vitigni, scritta assieme a Andrea Comuzzi e Mario Polsinelli e pubblicata da Edagricole nel 1958.
Tra le altre opere si possono citare: 
- Cosmo, Italo - Organizzazione tecnica ed economica dei viticoltori, Tipografia Operaia operaia romana, 1947
- Cosmo, Italo - Uve da tavola : produzione - conservazione - appassimento, Vallecchi, 1953
- Cosmo, Italo - La lotta antiperonosporica ad una svolta; Fantoni, 1955
- Cosmo, Italo - Viticoltura pratica; Vallecchi, 1962
- Cosmo, Italo,  De Rosa Tullio - Manuale di enologia - guida del buon cantiniere; Edagricole, 1960
- Cosmo, Italo - La coltivazione della vite; Associazione fra le casse di risparmio italiane, 1961